# José María Ortiz de Mendíbil
José María Ortiz de Mendivil Monasterio (Portugalete, Vizcaya, España, 11 de agosto de 1926-Algorta, Vizcaya, 15 de septiembre de 2015) fue un árbitro español.

## Trayectoria
Durante sus 18 temporadas en la Primera División de España, entre la 1953/54 y la 1972/73, dirigió 241 partidos de liga, con un balance de 138 victorias locales, 59 empates y 44 victorias visitantes. Fue ascendido a categoría internacional la temporada 1958/59, y estuvo en la misma hasta el final de su carrera.
A su retirada, fue colaborador en la UEFA y pionero en España con el programa de TVE La Moviola, donde colaboró durante 5 años, aparte de colaborar en programas de la Cadena SER y Tele Bilbao. En su jubilación, fue colaborador de la UEFA y pionero en España con los programas de TVE, donde trabajó durante 5 años, además de colaborar en programas de la Cadena SER y Tele Bilbao. Falleció en Algorta en septiembre de 2015.

## Principales partidos dirigidos
- Final del Torneo Junior de la UEFA 1961, Portugal 4 – Polonia 0
- Final de la Copa Intercontinental 1964, Inter de Milán 1 – Independiente de Avellaneda 0
- Recopa de Europa 1968:
  - Semifinal, Hamburgo 1 – Cardiff 1
  - Final, A. C. Milan 2 – Hamburgo 0
- Eurocopa 1968:
  - Semifinal, Yugoslavia 1 – Inglaterra 0
  - Final, Italia 2 – Yugoslavia 0
- Final de la Copa de Campeones de Europa 1968-69, A. C. Milan 4 – Ajax Ámsterdam 1
- Copa Mundial de Fútbol de 1970:
  - Primera Vuelta, Alemania Occidental 5 - Bulgaria 2
  - Semifinal, Brasil 3 – Uruguay 1
- Final de la Copa del Generalísimo de fútbol 1970, Real Madrid 3 – Valencia C. F. 1
- Final de la Recopa de Europa 1972, Glasgow Rangers 3 – Dinamo de Moscú 2
- Final de la Copa del Generalísimo de fútbol 1972, Atlético de Madrid 2 – Valencia C. F. 1